# Polish Downtown

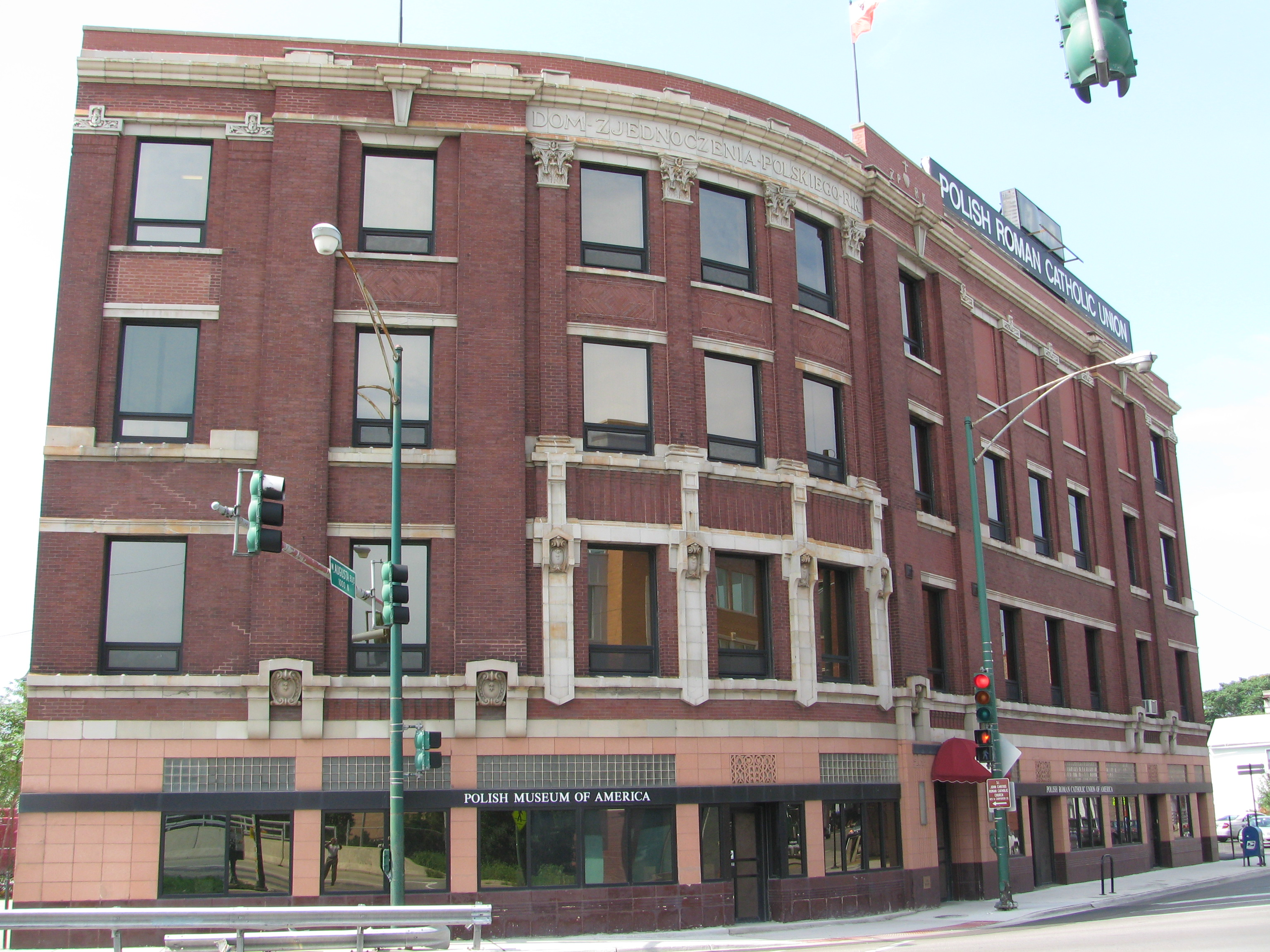
Muzeum Polskie w Ameryce założone przez Zjednoczenie Polskie Rzymsko-Katolickie. Budynek został zaprojektowany przez Johna S. Flizikowskiego i znajduje się w Polskim Śródmieściu.

Polish Downtown (pol. Polskie Śródmieście) było najstarszą i najbardziej znaną polską społecznością w Chicago. Było politycznym, kulturalnym i społecznym centrum nie tylko Polaków zamieszkujących Chicago, ale także wszystkich Amerykanów polskiego pochodzenia z całych Stanów Zjednoczonych. Jego centrum stanowił Trójkąt Polonijny.
Siedziby prawie każdej większej organizacji polskiej w Stanach Zjednoczonych były skupione w Polskim Śródmieściu, począwszy od Związku Narodowego Polskiego po Dziennik Związkowy.

## Opis
Polskie Śródmieście zlokalizowane było w północno-zachodniej części miasta. Jego obszar zmieniał się i rozszerzał od czasu, gdy Polacy wraz z innymi narodami z Europy Wschodniej zaczęli imigrować do Stanów Zjednoczonych. Miało to miejsce podczas boomu populacyjnego jakie przeżywało Chicago pod koniec XIX wieku.
Historyk Edward R. Kantowicz określił następujące granice dla polskiego Śródmieścia: Fullerton Avenue na północy, Grand Avenue na południu, Racine Avenue na wschodzie i Kedie Avenue na zachodzie Historyk Dominic Pacyga zauważa, że dzielnica ta nie była wyłącznie polska. Włosi, Ukraińcy i Żydzi także posiadali swoje enklawy na tym obszarze. Polski charakter wyraźnie dominował nad innymi narodowościami w okolicy, przez to, że istniała rozbudowana sieć polskich kościołów, firm, instytucji kulturalnych oraz innych organizacji.
Następujące dzielnice Chicago były kiedyś częścią Polskiego Śródmieścia:
- Pulaski Park
- River West
- Bucktown
- Wicker Park
- East Village
- Noble Square

## Historia
Początki tzw. „polskiej łaty” (Polish Patch) jak potocznie nazwano osiedlanie się Polaków w Chicago, która ostatecznie stała się Polskim Śródmieściem, sięgają czasów Anthony’ego Smarzewskiego-Schermanna, który osiadł na tym obszarze w 1851 roku. John Joseph Parot opisał ten obszar w swojej książce Polish Catholics in Chicago:

Majątek Schermanna i otaczające go środowisko musiały przypominać mu wiele polskich działek rolniczych. Z wciąż niezabudowanej i rzadko zasiedlonej prerii na obrzeżach Chicago sprzed wojny secesyjnej nie widział nic prócz łąk ciągnących się na zachód aż po horyzont. Na wschód od jego ziemi znajdował się gęsto zalesiony obszar strzegący obu brzegów pobliskiego północnego odgałęzienia rzeki Chicago, która zakręcała pętlę jak wokół Goose Island. Dziewicze tereny między działką Schermanna a rzeką zamieszkiwały wówczas jedynie kury i bydło należące do sąsiednich gospodarstw. Pięćdziesiąt lat później ta sama ziemia zapewniła największą gęstość zaludnienia w mieście – ponad 450 polskich imigrantów przypadających na każdy akr ziemi, zamieszkujących kamienice. Ale w latach pięćdziesiątych XIX wieku wiejska placówka Schermanna była oazą spokoju. Jedyną drogą w okolicy była Plank Road, niezdarnie zbudowana autostrada, która faktycznie składała się z drewnianych desek. Znajdowała się daleko od tętniącej życiem handlowej arterii nazwanej później Milwaukee Avenue wzdłuż której polscy kupcy w latach 20. XX w. zbudowali własne Polskie Śródmieście. Najbliższymi sąsiadami Schermanna podczas wojny secesyjnej byli inni polscy osadnicy, być może bezrolni dzierżawcy, w liczbie około trzydziestu rodzin.

Ta rustykalna idylla zmieniła się dramatycznie, gdy populacja Chicago gwałtownie wzrosła po wojnie secesyjnej, wraz ze wzrostem imigracji z Europy. Napędzani przez dramatyczny rozwój przemysłu, a także centralną rolę miasta jako węzła komunikacyjnego, imigranci, głównie z Europy Wschodniej i Południowej, napłynęli do Chicago. Do 1890 roku połowa wszystkich Polaków z Chicago mieszkała w Polskim Śródmieściu. Status tego obszaru jako miejsca początkowego osiedlania się dla dużej liczby nowo przybyłych polskich emigrantów umocniła się po stworzeniu pierwszej polskiej parafii kościoła Św. Stanisława Kostki, która została założona w 1867 i kościoła św. Trójcy kilka lat później w 1872 Wspólnie kościoły stworzyły największą parafię na świecie, z łączną liczbą ponad 60 000 wiernych na początku XX wieku. Polskie Śródmieście było pod każdym względem „klasycznym gettem”. W 1898 r. jedenaście przylegających do siebie dzielnic, w których znajdowało się serce dzielnicy Trójkąt Polonijny, było w 86,3% polskie, przy czym jeden z tych obszarów został zgłoszony jako 99,9% polski, z tylko jednym nie polskim mieszkańcem na 2500 mieszkańców.
Parafie kościoła Świętej Trójcy i Św. Stanisława Kostki były centrum chicagowskiej Polonii. Okolica została nazwana „Kostkaville”. Wiele z tego było zasługą księdza Vincenta Michaela Barzyńskiego z kościoła św. Stanisława Kostki, o którym mówi się, że jest „jednym z największych organizatorów polskiej imigracji w Chicago i Ameryce”. Barzyński był odpowiedzialny za założenie 23 polskich parafii w Chicago, wraz z sześcioma szkołami podstawowymi, dwóch liceów, kolegium, sierocińców, gazety i szpitala Najświętszej Marii Panny z Nazaretu, a także głównej siedziby Zjednoczenia Polskiego Rzymsko-Katolickiego w Ameryce.
Polska imigracja na te tereny przyspieszyła w czasie i po II wojnie światowej. Szacuje się, że w latach 1939–1959 przybyło aż 150 000 Polaków przez wymuszoną migrację. Polacy skupieni w ustalonych enklawach etnicznych, takich jak ta, która oferowała sklepy, restauracje i banki gdzie ludzie mówili swoim językiem. Division Street określano mianem „Polskiego Broadwayu”, „tętniące dyskontami, kryjówkami hazardu, klubami polki i robotniczymi barami, takimi jak Gold Star i Musical Inn Phyllis”.